# Michał Danilewicz (sędzia grodzki)

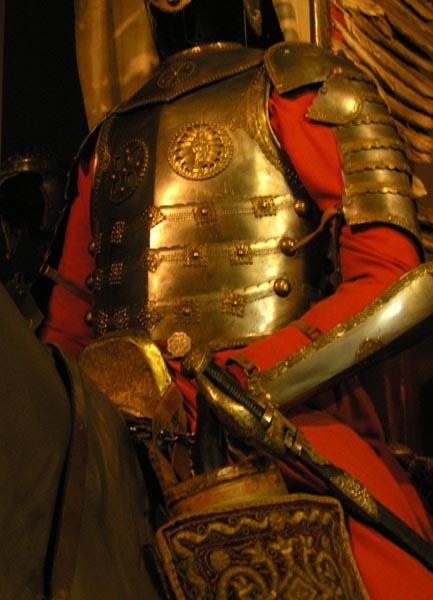
Uzbrojenie petyhorskie,
Muzeum Wojska Polskiego

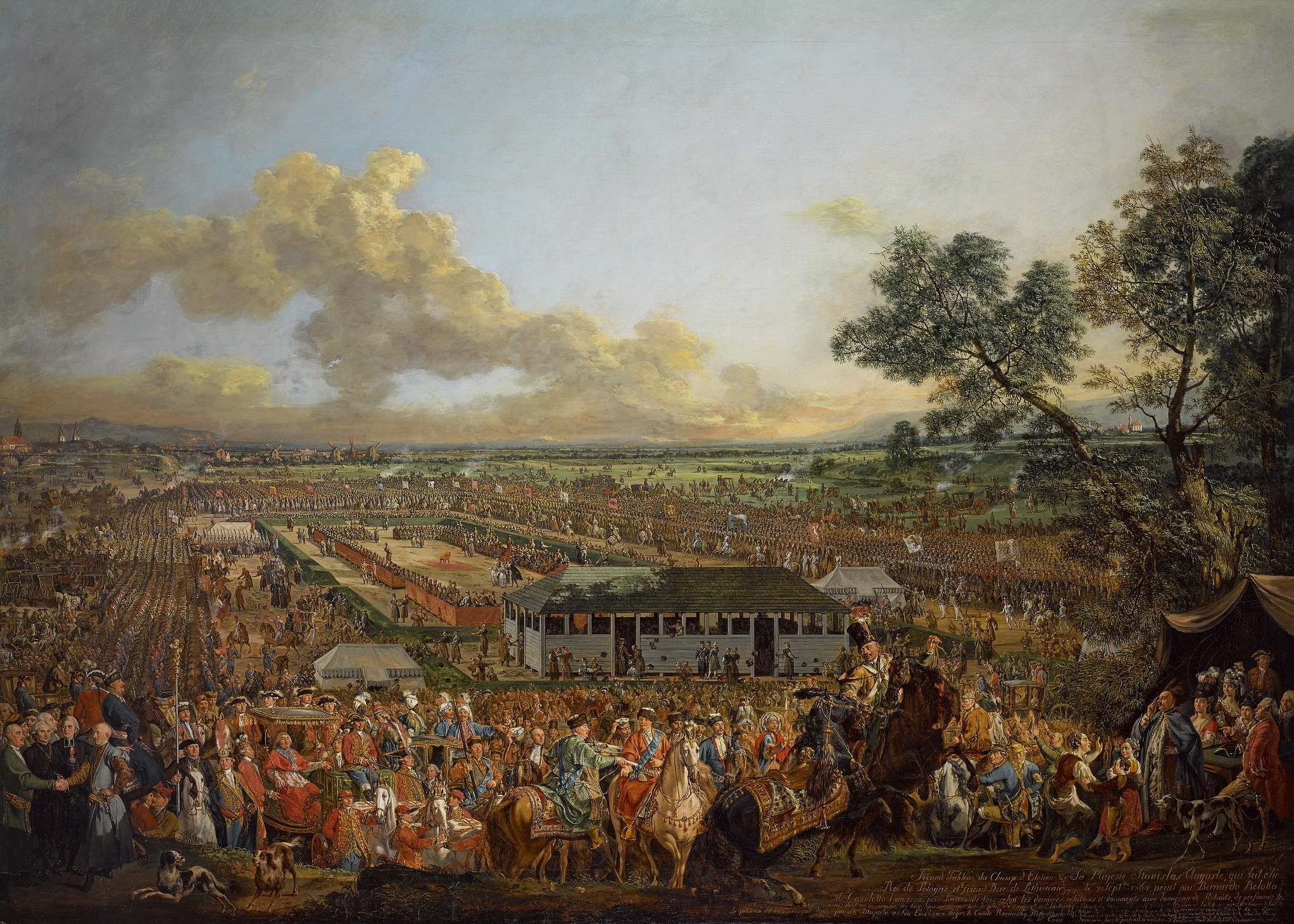
Obraz Elekcja Stanisława Augusta autorstwa Bernarda Bellotta

Michał Danilewicz (Danielewicz) herbu Ostoja (zm. po 1790) – chorąży petyhorski, sędzia grodzki smoleński, elektor króla Stanisława Augusta.

## Życiorys
Michał Danilewicz przyszedł na świat w rodzinie szlacheckiej wywodzącej się z Wielkiego Księstwa Litewskiego, należącej do rodu heraldycznego Ostojów (Mościców). O nim i o jego rodzinie pisał Kasper Niesiecki w Herbarzu polskim. Ojcem Michała był Franciszek Tadeusz Danilewicz, chorąży oszmiański a matką Aniela Mirska. Wybitną postacią był jego dziadek Franciszek Stefan Danilewicz, starosta płotelski, dziedzic Bohdanowa.
Michał Danilewicz w dniu 16 IV 1764 roku w Wilnie podpisał wraz z ojcem Franciszkiem akt konfederacji stanów Wielkiego Księstwa Litewskiego. Tego roku podpisał elekcję króla Stanisława Augusta Poniatowskiego. W latach późniejszych Danilewicz obejmował urząd sędziego grodzkiego smoleńskiego. Był także chorążym petyhorskim. W roku 1775 pełnił funkcję komisarza do rozgraniczenia dóbr Lantworowa (Landwarowa) od dóbr Waki, Piotuchowa i Miciowszczyzny oraz do rozsądzenia sprawy między Tadeuszem Sulistrowskim a Bernardem Zbrożkiem. W roku 1789 był komisarzem do wynalezienia Ofiary z Dóbr Ziemskich i Duchownych w Koronie i Wielkim Xięstwie Lit: z pow. oszmiańskiego.